# كيت بيرسون
كيت بيرسون هي كاتِبة وكاتبة للأطفال كندية، ولدت في 30 أبريل 1947 في إدمونتون في كندا.